# Groupe de recherche pour une enfance différente
Le Groupe de recherche pour une enfance différente (GRED) est un « groupe de réflexion [qui] s'adress[ait] à tous ceux et à toutes celles qui se considèrent comme amis/amoureux des enfants et des adolescents, notamment les pédophiles, koréphiles, pédérastes, hétéropédophiles », créé en juillet 1979 lors de l'Université homosexuelle d'été de Marseille et a disparu à la fin des années 1980.
Le GRED ne se définissait pas «  pas, sensu stricto, comme un groupe de pédophiles, mais de façon plus offensive, en s'inscrivant dans une politique radicale pour une Enfance Différente, » et aussi de façon plus globale, ouvrant le débat « sur les droits des mineurs, sur la sexualité des enfants et adolescents, sur les catégories enfant/adulte ». Selon la résolution de l'International Gay Association, de laquelle il faisait partie, il prenait position contre la majorité sexuelle, afin de laisser aux enfants un « véritable choix ».

## Histoire
La première organisation pédophile francophone naît dans le cadre de l’« Affaire de Versailles ». Dans l'attente du jugement, une petite trentaine de personnes, la plupart intéressées par une aide juridique, se réunit le 2 avril à l'Université de Jussieu, raconte un encart publicitaire dans Libération du 7 mai 1977 passé par un proche de l'un des trois accusés, Jean-Louis Burckhardt, ouvrier de  39 ans, qui y annonce la création, avec son adresse en boîte postale d'un Front de libération des pédophiles (FLIP). Ce dernier ne tiendra qu'une seule réunion, deux ans plus tard, en 1979, et disparaît en raison des divergences entre les personnes présentes. 
Quelques membres parmi les plus radicaux ont entre-temps fondé à l'été 1977 le FRED (Front d’action et de recherche pour une enfance différente), qui publie quelques textes en 1978, puis disparaît début 1979, par manque d’organisation, également à cause de dissensions entre ses membres.
Les premières réunions ont lieu en février 1980. À partir de mars 1981, le mouvement se structure, se dotant d'un bureau exécutif (avec Serge Duraz pour secrétaire général), de commissions techniques et de groupes régionaux. Il compte alors une cinquantaine de membres. Dès sa création, il est inséré dans le mouvement homosexuel, faisant partie du CUARH (Comité d'urgence anti-répression homosexuelle) et de l'IGA (International Gay Association), et a pour objectif de persuader le mouvement lesbien et les milieux de l'éducation du bien-fondé de son combat. Après avoir animé, du 26 juillet au 2 août 1981, le groupe de travail sur l'Enfance de la deuxième Université d'Été homosexuelle de Marseille, le GRED tient son premier congrès les 27 et 28 novembre 1981.
Les activités du groupe s'organisent ensuite principalement autour de la revue Le Petit Gredin, d'émissions sur Fréquence Gaie, et de divers débats et conférences. Les dissensions sont nombreuses, et la composition du mouvement est sans cesse mouvante. Le compte-rendu de la troisième Université d'été homosexuelle de Marseille (juillet 1983), dans le Petit Gredin no 4, fait état d'une certaine « [gêne] d'une partie du mouvement homo qui rejette progressivement (...) ses propres minorités ». En 1985, le GRED quitte l'UEH après la première journée à la suite de tensions avec l'organisation. Le groupe parle ironiquement de « marges minoritaires rejetées par la majorité marginale... » mais le fait est qu'il est désormais en marge du mouvement homosexuel français. Plus tôt dans l'année, le groupe avait été violemment attaqué par Louis Pauwels dans l'éditorial du Figaro Magazine du 19 janvier.
Le GRED donne ses derniers signes de vie dans le neuvième Petit Gredin, à l'hiver 1987. L'éditorial déplore une difficulté de plus en plus grande à trouver des points de vente et des collaborateurs, ainsi que des soucis financiers.

## Le Petit Gredin
Après un numéro zéro de huit pages publié fin 1981 pour annoncer le premier congrès du mouvement, trois membres du GRED (Gilbert Villerot, Antoine Duverger et Alexis Kaplanov) lancent au printemps 1982 le premier des neuf numéros du Petit Gredin, revue consacrée à l'étude de la sexualité infantile, principalement du point de vue des pédophiles, à la publication de témoignages et à l'actualité de la pédophilie et de la pédérastie (revues de presse, critique artistique, actualité des mouvements). Le Petit Gredin contient également des nouvelles, poèmes ou illustrations qui prennent de plus en plus de place au fur et à mesure des numéros. Les articles sont par des membres ou des sympathisants du GRED (qui signent souvent par un pseudonyme ou leur prénom) et, ponctuellement, par des personnalités du mouvement activiste pédophile (Edward Brongersma). Nicolas Malenfant devient rédacteur en chef à partir du sixième numéro (printemps 1985). Le neuvième numéro, à l'hiver 1987, est le dernier.